# Giovanni Francesco Grimaldi
Giovanni Francesco Grimaldi, född 1606 i Bologna, död 28 november 1680 i Rom, var en italiensk målare, etsare och arkitekt.
Grimaldi kom 1626 till Rom och verkade 1649–1651 i Paris, där han arbetade för kardinal Jules Mazarin. Han målade fresker i Annibale Carraccis stil, särskilt landskap, i Rom bland annat i Villa Doria Pamphili, Palazzo Farnese och Quirinalpalatset. I Louvren och romerska gallerier är han också representerad.

## Verk i urval
- Freskerna Herdarnas tillbedjan, Kristi förklaring och Kristi dop – Cappella Gessi, Santa Maria della Vittoria[1][2]
- Fresker – San Martino ai Monti[3][4]
- Fresker – Palazzo Muti Papazzurri[5]
- Spionerna med druvklasen (Fjärde Moseboken 13) – Sala Giallia, Palazzo del Quirinale[6]
- Takfresk – Salone, Palazzo Santacroce[7]